# Alexis Flores (futbolista)
Alexis Omar Flores Cucoch-Petraello, (Santiago, Chile, 14 de diciembre de 1980) es un futbolista chileno. Juega como defensa y actualmente está sin club.

## Clubes
| Club                    | País  | Año       |
| ----------------------- | ----- | --------- |
| Deportes Santa Cruz     | Chile | 2000      |
| Deportes Puerto Montt   | Chile | 2001-2002 |
| Trasandino de Los Andes | Chile | 2003      |
| Deportes Copiapó        | Chile | 2004-2008 |
| San Luis de Quillota    | Chile | 2009-2011 |
| Deportes Copiapó        | Chile | 2011      |
| Coquimbo Unido          | Chile | 2012-2014 |

## Títulos

### Nacionales
| Título    | Club                 | País  | Año    |
| --------- | -------------------- | ----- | ------ |
| Primera B | San Luis de Quillota | Chile | 2009-C |

- Datos: Q4721443